# Carlos Alexandre de Brandemburgo-Ansbach
Carlos Alexandre de Brandemburgo-Ansbach (em alemão: Christian Friedrich Carl Alexander von Brandenburg-Ansbach), (24 de Fevereiro de 1736 - 5 de Janeiro de 1806) foi o último marquês dos dois principados de Brandemburgo-Ansbach e Brandemburgo-Bayreuth, que vendeu ao rei da Prússia, um parente da Casa de Hohenzollern.

## Biografia

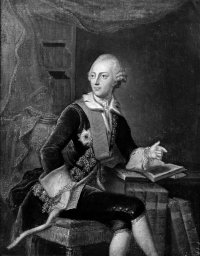
Carlos Alexandre

Os seus pais eram Carlos Guilherme Frederico de Brandemburgo-Ansbach e Frederica Luísa da Prússia, filha do rei Frederico Guilherme I da Prússia e irmã do rei Frederico II da Prússia.
Após a morte súbita do seu irmão mais velho, o marquês Carlos Frederico Augusto, a 9 de Maio de 1737, Alexandre, como mais tarde Carlos Alexandre se chamou mais tarde, tornou-se príncipe-herdeiro do principado. Entre 1748 e 1759, estudou em Utrecht. Na categoria de "conde de Sayn" (o condado Sayn-Altenkirchen tinha sido absorvido pelo principado de Ansbach em 1741), viajou para Turim e Saboia.
A 22 de Novembro de 1754, em Coburgo, Carlos Alexandre casou-se com a duquesa Frederica Carolina de Saxe-Coburgo-Saalfeld, filha do duque Francisco Josias de Saxe-Coburgo-Saalfeld e da sua esposa, a princesa Ana Sofia de Schwarzburg-Rudolstadt.
A 3 de Agosto de 1757, Carlos Alexandre tornou-se marquês de Brandemburgo-Ansbach. A residência oficial do principado era em Ansbach, mas Carlos Alexandre preferia a sua residência de caça e a residência de campo em Triesdorf. Aqui, renovou o "Castelo Branco" para a sua amante, Hippolyte Clairon, o "Castelo Vermelho" para si, e construiu a Villa Sandrina para outra amante, "Fräulein Kurz", e a "Villa Rotunda" para a sua amante (e depois esposa), Elizabeth Craven.
Em 1758, Carlos Alexandre fundou a fábrica de porcelana em Ansbach e aventurou-se na agricultura através da importação de ovelhas. Em 1769, adquiriu o principado de Bayreuth, seguindo as leis Haus- und Reichsgesetze da Casa de Hohenzollern.
Em 1780, Carlos Alexandre fundou o seu próprio banco, o Hochfürstlich-Brandemburgo-Anspach-Bayreuthische Hofbanco, a partir do qual se criou mais tarde o Banco de Hipotecas e Trocas da Baviera, actualmente absorvido pelo HypoVereinsbank. Evidentemente, queria evitar o apoio a casas bancárias judaicas que, na altura, controlavam as suas finanças e guardar para si a maior parte dos lucros, estabelecendo-se como bancário privado.
Um dos investimentos de Carlos Alexandre consistia em alugar tropas auxiliares ao rei Jorge III da Grã-Bretanha para as colónias americanas. Comandava nominalmente o "Exército dos Francos" com 1644 mercenários, dos quais, aparentemente, apenas 1183 regressaram à sua terra natal em 1783. O marquês alugou mais tropas à Holanda. Com estes rendimentos, pagou as dívidas do principado que chegavam a 5.000.000 florins na altura que chegou ao trono. Quando abdicou trinta e quatro anos depois, a dívida do principado era de apenas 1.500.000 florins.
A primeira esposa de Carlos Alexandre, Carolina Frederica, morreu a 18 de Fevereiro de 1791 em Unterschwaningen, onde vivia desde que se tinha separado do marido. A 19 de Maio do mesmo ano, Carlos Alexandre trocou Triesdorf por Inglaterra.
A 13 ou 30 de Outubro de 1791, casou-se em Lisboa com Lady Elizabeth Craven, filha do 4.º conde de Berkeley, e viúva do 6.º barão Craven, que tinha morrido pouco antes.

## O Fim da Marca
A 16 de Janeiro de 1791, Carlos Alexandre vendeu a Marca à Prússia. O contrato foi tratado por Carlos Augusto de Herdemberga, que era ministro interino de Ansbach desde 1790. Sob os termos deste contracto, a Prússia pagou uma compensação anual ao marquês de 300.000 florins.
A 2 de Dezembro do mesmo ano, Carlos Alexandre assinou a sua abdicação formal em Bordéus, na França.
A região que Carlos governava passou por várias mãos. A 15 de Dezembro de 1805, no primeiro Tratado de Schönbrunn, a Prússia cedeu o principado de Ansbach à França em troca do eleitorado de Hanôver. Em 1806, o Reino da Baviera adquiriu Ansbach em troca do ducado de Berg e, pouco depois, quando a Prússia perdeu a Batalha de Jena, a 14 de Outubro de 1806, o principado de Bayreuth foi cedido aos franceses no Tratado de Tilsit em Julho de 1807. Em 1810, a Baviera adquriu Bayreuth. Finalmente, em 1871, a Baviera foi incorporada na Confederação da Alemanha do Norte para formar o Império Alemão sob o controlo da Prússia.

## Após a Abdicação
Carlos Alexandre partiu para Inglaterra na categoria de cidadão privado com a sua segunda esposa, Elizabeth Craven, e o casal dedicou-se à criação de cavalos. Em Dezembro de 1791, Carlos descobriu uma propriedade perto do Rio Tâmisa em Hammersmith e, em 1798, comprou a propriedade de Benham Park em Speen, perto de Newbury em Berkshire. A 5 de Janeiro de 1806, aos sessenta e nove anos de idade, Carlos Alexandre morreu após um curto período de doença causado pelos pulmões. Hoje em dia, um memorial em St. Mary's Church, em Speen, diz simplesmente "Em Memória do marquês de Anspach, que morreu em Benham a 5 de Janeiro de 1806".

## Genealogia
| Carlos Alexandre de Brandemburgo-Ansbach | Pai: Carlos Guilherme Frederico de Brandemburgo-Ansbach | Avô paterno: Guilherme Frederico de Brandemburgo-Ansbach | Bisavô paterno: João Frederico de Brandemburgo-Ansbach    |
| Carlos Alexandre de Brandemburgo-Ansbach | Pai: Carlos Guilherme Frederico de Brandemburgo-Ansbach | Avô paterno: Guilherme Frederico de Brandemburgo-Ansbach | Bisavó paterna: Leonor Edmunda de Saxe-Eisenach           |
| Carlos Alexandre de Brandemburgo-Ansbach | Pai: Carlos Guilherme Frederico de Brandemburgo-Ansbach | Avó paterna: Cristiana Carlota de Württemberg-Winnental  | Bisavô paterno: Frederico Carlos de Württemberg-Winnental |
| Carlos Alexandre de Brandemburgo-Ansbach | Pai: Carlos Guilherme Frederico de Brandemburgo-Ansbach | Avó paterna: Cristiana Carlota de Württemberg-Winnental  | Bisavó paterna: Leonor Juliana de Brandemburgo-Ansbach    |
| Carlos Alexandre de Brandemburgo-Ansbach | Mãe: Frederica Luísa da Prússia                         | Avô materno: Frederico Guilherme I da Prússia            | Bisavô materno: Frederico I da Prússia                    |
| Carlos Alexandre de Brandemburgo-Ansbach | Mãe: Frederica Luísa da Prússia                         | Avô materno: Frederico Guilherme I da Prússia            | Bisavó materna: Sofia Carlota de Hanôver                  |
| Carlos Alexandre de Brandemburgo-Ansbach | Mãe: Frederica Luísa da Prússia                         | Avó materna: Sofia Doroteia de Hanôver                   | Bisavô materno: Jorge I da Grã-Bretanha                   |
| Carlos Alexandre de Brandemburgo-Ansbach | Mãe: Frederica Luísa da Prússia                         | Avó materna: Sofia Doroteia de Hanôver                   | Bisavó materna: Sofia Doroteia de Brunsvique-Luneburgo    |